# Karolina-Krzeczowska
Karolina-Krzeczowska – osiedle Bochni położone w północno-wschodniej części miasta. Jest jedną z 14 jednostek pomocniczych Bochni.

## Położenie
Osiedle położone jest w północno-wschodniej części miasta i sąsiaduje z:
- od północy: osiedlem Smyków
- od południa: osiedlem Słoneczne, osiedlem Krzęczków-Łychów
- od wschodu: Krzeczowem
- od zachodu: osiedlem Proszowskie.

## Charakterystyka
Przy ulicy Krzeczowskiej oraz Franciszka Kaima znajdują się domy jednorodzinne, zaś przy ul. Karolina mieszczą się bloki mieszkalne oraz Dom Pomocy Społecznej.

## Komunikacja
- przebiegają tędy linie autobusowe BZK:3 i 9[4] oraz RPK:9 i 12[5]
- ul. Krzeczowska pełni funkcję łącznika miasta z autostradą